# Trimont
Trimont è una città degli Stati Uniti d'America, situata nella contea di Martin in Minnesota.